# Мутенка (приток Красивой Мечи)

Мутенка (Амутная, Мутная) — река в России, протекает в Воловском районе Тульской области. Левый приток Красивой Мечи.

## География
Река Мутенка берёт начало в районе разъезда 160 км. Течёт на юг через село Истленьево. Устье реки находится у деревни Лебяжье в 221 км по левому берегу реки Красивая Меча. Длина реки составляет 14 км, площадь водосборного бассейна 99,3 км². 

## История
На месте села Истленьево (Исленьево) в XVII веке существовала деревня. Её первоначальное название — Омутное (Амутное), по предположению П. И. Малицкого, произошло от названия речки Омутной (Амутной) или от местности, изрытой оврагами с крутыми берегами. Одно из значений слова «омут» в словаре В. И. Даля указывает на яму под водой, в реке, озере и обрывистые, глубокие места в воде. Вероятно, речка Омутная была коварной и опасной, с омутами.
В XVIII веке эти земли приобрели тульские дворяне Исленьевы, по чьей фамилии и стало именоваться село.

## Данные водного реестра
По данным государственного водного реестра России относится к Донскому бассейновому округу, водохозяйственный участок реки — Красивая Меча, речной подбассейн реки — бассейны притоков Дона до впадения Хопра. Речной бассейн реки — Дон (российская часть бассейна).
По данным геоинформационной системы водохозяйственного районирования территории РФ, подготовленной Федеральным агентством водных ресурсов:
- Код водного объекта в государственном водном реестре — 05010100112107000000559
- Код по гидрологической изученности (ГИ) — 107000055
- Код бассейна — 05.01.01.001
- Номер тома по ГИ — 07
- Выпуск по ГИ — 0